# Alexander-Newski-Kirche (Jerusalem)

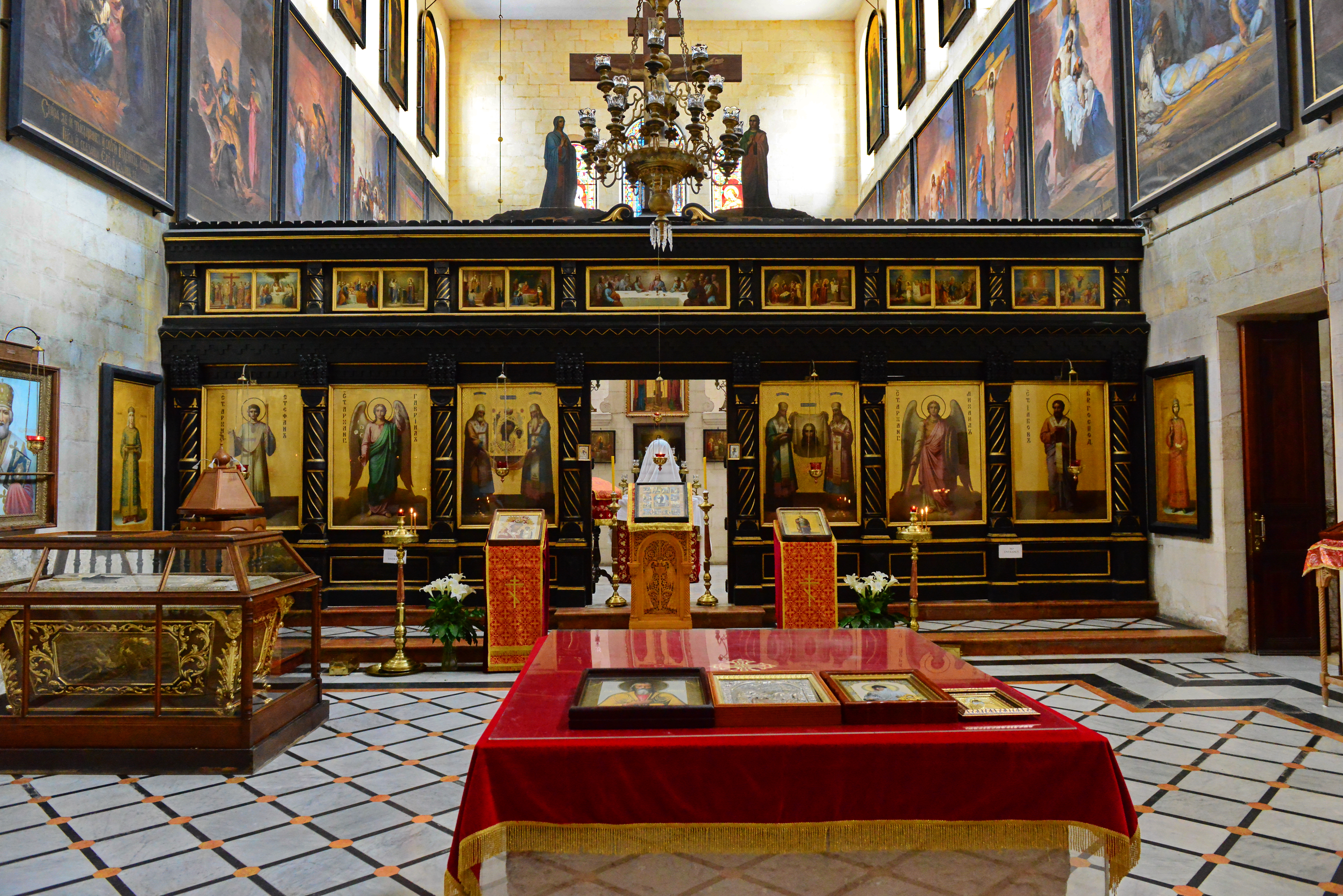
Alexander-Newski-Kirche

Die Alexander-Newski-Kirche ist eine Kirche im Alexanderhof der Kaiserlichen Orthodoxen Palästina-Gesellschaft im Christlichen Viertel in der Altstadt von Jerusalem.

## Name
Die Alexander-Newski-Kirche wurde nach dem heiligen Alexander Jaroslawitsch Newski benannt.

## Geographie
Die Alexander-Newski-Kirche⊙ liegt am Suq Chan ez-Zeit Ecke arabisch سوق الدباغة, DMG Sūq ad-Dabbāġa ‚Markt der Gerber‘ (transliteriert in englisch Suq ed-Dabbagha, oder hebräisch Schuq ha-Zva‘im / שוק הצבעים / ‚Markt der Farben‘).
Sie befindet sich im Alexanderhof.
Dieser liegt südöstlich der Grabeskirche⊙ im Bereich des im 2. Jahrhundert unter Hadrian erbauten Temenos auf dem Gelände der konstantinischen Auferstehungs-Basilika.

## Geschichte
Während der Bauarbeiten am Alexanderhof von 1887 bis 1891 beschloss die Kaiserliche Orthodoxe Palästina-Gesellschaft, in das Gebäude eine Hauskirche zu integrieren.
Dieser Beschluss wurde jedoch geheim gehalten. Erstens befürchtete man Schwierigkeiten von Seiten des Jerusalemer Patriarchen Nikodemos von Jerusalem, weil die Grabeskirche nur 70 m weit entfernt war. Zweitens befürchtete man, dass die Behörden des Osmanischen Reiches dagegen Einspruch erheben könnten. Bis 1890 gelang die Geheimhaltung, dann verriet die Gestalt des Baues die geplante Kirche.
Nun wurde ein Besuch des Kronprinzen Sergei Alexandrowitsch Romanow vorbereitet. Er sollte den Sultan persönlich um die Genehmigung für den Kirchenbau bitten. Zu dieser Zeit war der Kirchenbau auf einer Fläche von 1342 m² bereits fertiggestellt. Die Ikonostase lehnte noch an der Wand. An den Seitenwänden waren bereits 30 Ikonen angebracht. Aber es gelang erst im April 1896, eine Bewilligung für die Kirche zu erhalten. Diese wurde dann am 22. Mai 1896 vom Patriarchen von Jerusalem Gerasim geweiht.
Im Jahr 2006 fand die 110-Jahr-Feier der Weihe der Alexander-Newski-Kathedrale statt. Den Gottesdienst hielt der Berliner Metropolit Mark.
Überraschend tauchte dabei der Moskauer Metropolit Kyrill auf. Beide Priester beteten dann gemeinsam. Von den Gläubigen wurde das als Hoffnungszeichen gesehen, dass belarussische und rotrussische Orthodoxie angesichts der Bedrohung durch den Islam ihren Streit begraben.
Die Kirche ist von den unklaren Eigentumsverhältnissen des Alexanderhofs mitbetroffen. Im Januar 2021 verwehrten Vertreter von Nikolai Hoffmann-Woronzow Geistlichen der Auslandskirche den Zutritt zur Alexander-Newski-Kirche, was zu einem scharfen Protest der Bischofssynode der Auslandskirche führte.
Im April 2022 meldeten israelische Medien, der russische Präsident Putin habe in einem Brief an den israelischen Ministerpräsidenten Bennett gefordert, die israelische Regierung müsse die Übertragung des Eigentums an der Alexander-Newski-Kirche an Russland genehmigen. Bereits 2020 hatte der frühere israelische Ministerpräsident Benjamin Netanjahu dieser Lösung zugestimmt. Es handelte sich um eine „Geste des guten Willens“, nachdem Russland die junge Israelin Naama Issachar freigelassen hatte. Diese saß dort in Haft, nachdem bei einem Zwischenstopp in Moskau eine kleine Menge Marihuana in ihrem Rucksack gefunden worden war. Die Eigentumsübertragung durch das Grundbuchamt (Land Registry Commissioner) wurde jedoch im März 2022 vom Jerusalemer Bezirksgericht gestoppt mit der Begründung, es handele sich bei der Alexander-Newski-Kirche um eine „heilige Stätte“, die nicht vom Grundbuchamt, sondern nur von der israelischen Regierung übertragen werden dürfe. Dieses Thema stehe „seit langem ganz oben auf der Tagesordnung der russisch-israelischen Beziehungen“, erklärte Kreml-Sprecher Dmitri Peskow, nachdem die Meldungen über Putins Brief an Bennett erschienen waren.

## Beschreibung
Die Kirche besitzt eine zweireihige Ikonostase. Ihre Wände sind geschmückt mit Ikonen und Gemälden von Nikolai Andrejewitsch Koschelew, der zu diesem Zweck 1891 Jerusalem besuchte. In der Ostwand hinter dem Altar befindet sich ein Buntglasfenster im russischen Jugendstil.